# Rhaphidostegium cylindrothecium
Rhaphidostegium cylindrothecium är en bladmossart som beskrevs av Brotherus 1924. Rhaphidostegium cylindrothecium ingår i släktet Rhaphidostegium och familjen Sematophyllaceae. Inga underarter finns listade i Catalogue of Life.